# Jean Jennings Bartik
Betty Jean Jennings Bartik (27 de diciembre de 1924-23 de marzo de 2011) fue una programadora informática estadounidense, una de las 6 programadoras originales de la computadora ENIAC (Electronic Numerical Integrator And Computer). 
Nacida en Gentry, Misuri, estudió en el Northwest Missouri State Teachers College, donde obtuvo un título en matemáticas. En 1945 fue contratada por la Universidad de Pensilvania para trabajar para el ejército. Cuando comenzó el trabajo sobre la máquina ENIAC para cálculo de trayectorias balísticas, fue seleccionada como una de sus primeras programadoras. Luego Bartik fue elegida para formar parte del equipo de trabajo que tomó la tarea de convertir la ENIAC en una computadora con programas almacenados. En su primera implementación, la ENIAC se programaba mediante la combinación de conexiones y cables. Luego de trabajar con ENIAC, continuó trabajando con BINAC y UNIVAC I.

No teníamos manuales para la ENIAC. Aprendimos a programarla estudiando los diagramas lógicos. Qué bendición. Hicimos todo desde el principio. Aprendimos cómo funcionaban las computadoras. Nos ganamos el respeto de los ingenieros desde el comienzo porque realmente entendimos lo que estábamos haciendo y pudimos corregir mejor que ellos los errores porque teníamos nuestros programas de pruebas así como el conocimiento sobre la computadora.
Comentarios de Jean Bartik sobre su experiencia con ENIAC

Jean se convirtió en editora para Publicaciones Auerbach, una editorial pionera en el campo de los materiales vinculados al desarrollo de alta tecnología de la información. Dejó Auerbach para ingresar en Data Decisions (una compañía de Ziff Davis) en 1981.
Durante más de 60 años, fue amiga personal de Katleen Antonelli, viuda de John Mauchly, quien también había sido parte del equipo de seis programadoras de la ENIAC. 
En la Northwest Missouri State University, en Maryville, Misuri, hay un museo en honor a Jean Jenning Bartik.
Además de su título en matemáticas, Jean tenía un título en Inglés de la Universidad de Pensilvania y un Doctorado en Ciencias de la Northwest Missouri State University. En 1997, junto a sus cinco compañeras programadoras de la ENIAC, fue incluida en el Women in Technology International Hall of Fame. En 2008 fue una de las honradas con el premio del Computer History Museum, junto con Robert Metcalfe y Linus Torvalds. 
Murió el 23 de marzo de 2011 a los 86 años.

## Biografía
Nacida como Betty Jean Jennings en el Condado de Gentry (Misuri), en 1924, fue la sexta de siete hijos. Su padre, William Smith Jennings (1893-1971) era de Alanthus Grove, donde era maestro de escuela y agricultor. Su madre, Lula May Spainhower (1887-1988) era de Alanthus. Jennings tenía tres hermanos mayores, William (10 de enero de 1915), Robert (15 de marzo de 1918) y Raymond (23 de enero de 1922); dos hermanas mayores, Emma (11 de agosto de 1916) y Lulu (22 de agosto de 1919), y una hermana menor, Mable (15 de diciembre de 1928).
En su infancia, solía montar a caballo para visitar a su abuela, quien le compraba a la joven un periódico para leer todos los días y se convirtió en un modelo a seguir para el resto de su vida. Comenzó su educación en una escuela local de una sola aula y ganó atención local por su habilidad para el sóftbol. Para asistir a la escuela secundaria, vivió con su hermana mayor en la ciudad vecina, donde estaba ubicada la escuela, y luego comenzó a conducir todos los días a pesar de tener solo 14 años. Se graduó de Stanberry High School en 1941, a los 16 años. Se le dio el título de salutatorian en su graduación. 
Asistió a la Northwest Missouri State Teachers College, ahora conocida como Northwest Missouri State University, donde se especializó en matemáticas con una especialización menor en inglés y se graduó en 1945. Jennings recibió el único título en matemáticas de su clase. Aunque originalmente tenía la intención de estudiar periodismo, decidió cambiar a matemáticas porque tenía una mala relación con su asesor. Más tarde en su vida, obtuvo una maestría en inglés en la Universidad de Pensilvania en 1967 y recibió un doctorado honorario de la Northwest Missouri State University en 2002.

## Trayectoria profesional
En 1945 el ejército estadounidense estaba reclutando matemáticos de diferentes universidades para ayudar en diferentes aspectos de la guerra. A pesar de su intención de comenzar a trabajar como profesora de matemáticas, Bartik decidió convertirse en una calculadora humana. Su profesor de cálculo la aconsejó la Universidad de Pensilvania puesto que tenían un analizador diferencial y, tras ser rechazada por IBM, comenzó a trabajar en la universidad con tan solo 20 años calculando a mano trayectorias balísticas. Allí conoció a William Bartik, un ingeniero del Pentágono, con quien se casó en diciembre de 1946.
Cuando se creó el ENIAC para el cálculo de trayectorias balísticas, Bartik pasó a formar parte del grupo de sus primeras programadoras, junto con otras cinco mujeres: Betty Holberton, Marlyn Wescoff, Kathleen McNulty, Ruth Teitelbaum y Frances Spence, las cuales debieron aprender mediante el estudio autónomo de esquemas y diagramas y entrevistando a los ingenieros que lo habían construido, puesto que no recibieron formación alguna sobre la máquina. Además, en los inicios, no se les asignó lugar de trabajo, por lo que tuvieron que usar aulas abandonadas y casas de fraternidades.
El equipo de mujeres del ENIAC desarrolló técnicas de programación avanzadas como subrutinas y anidamiento, y son consideradas las inventoras de la disciplina de programación de sistemas digitales. Debido a ello, fueron contratadas en el Laboratorio Nacional de los Álamos para ampliar el repertorio de programación de su máquina nuclear.
El 15 de febrero de 1946 se realizó la primera demostración pública del funcionamiento del ENIAC mediante un programa desarrollado por Bartik y Betty Holberton. Fue un éxito total: se demostró que podía trabajar más rápido que el Mark I y que podía realizar en 20 segundos el trabajo de 40 horas de una calculadora humana. Sin embargo, el mérito recayó sobre los ingenieros que habían construido la máquina, Mauchly  y Eckert. En marzo de 1948, un grupo de programadores liderado por Bartik, y compuesto entre otros por John Von Neumann y Adele Goldstine, consiguen convertir el ENIAC en un computador con instrucciones almacenadas en una memoria electrónica.
Al acabar la guerra, Bartik ayudó a John Eckert y John Mauchly a desarrollar el BINAC y el UNIVAC I, el primer computador que utilizaba cinta magnética para almacenar los datos en lugar de tarjetas perforadas. Además, programó junto a su amiga Betty Holberton el SORT/MERGE para el UNIVAC, uno de los primeros ejemplos de aplicación informática creada usando un computador.
En la década de 1950, al nacer su primer hijo, Bartik dejó su carrera y se concentró en su familia, teniendo otros dos hijos más.

## Madurez
Tras obtener el máster por la Universidad de Pensilvania en 1967 y divorciarse de su marido en 1968, Bartik se unió a la Auerbach Corporation para escribir informes técnicos sobre minicomputadoras durante 8 años. Tras otra serie de trabajos relacionados con la ingeniería y la escritura, se retiró en 1986.
En 1996, Bartik y Holberton comienzan a recibir el reconocimiento y los premios que se merecían por su trabajo pionero en el campo de la informática. En 2002, la Northwest Missouri State University, su alma mater, abre el Jean Jennings Bartik Computing Museum en su honor. También fue incluida en el distinguido  salón de becarios del Computer History Museum. Su autobiografía fue publicada en 2013 con la ayuda de sus colegas Dr. Jon T. Rickman y Kim D. Todd, tras su muerte en 2011.

## Legado
A partir de 1996, una vez redescubierta la importancia de su papel en el desarrollo de la informática, Bartik, junto con Betty Holberton y la otra amiga de Bartik durante más de 60 años, Kathleen Antonelli (programadora de ENIAC y esposa del coinventor de ENIAC John Mauchly), empezaron a recibir por fin el reconocimiento y los honores por su trabajo pionero en los inicios de la informática. Bartik y Antonelli se convirtieron en conferenciantes invitadas tanto en su país como en el extranjero para compartir sus experiencias de trabajo con el ENIAC, el BINAC y el UNIVAC. Bartik recibió numerosos honores y premios por su papel pionero en la programación del ENIAC, el BINAC y el UNIVAC, el último de los cuales ayudó a lanzar la industria de la informática comercial, y por convertir el ENIAC en el primer ordenador con programas almacenados del mundo.
En 2010, el documental Top Secret Rosies: The Female «Computers» of WWII se estrenó en 2010. La película se centraba en entrevistas en profundidad a tres de las seis mujeres programadoras, centrándose en las encomiables contribuciones patrióticas que hicieron durante la Segunda Guerra Mundial. El ENIAC se encargó de calcular las trayectorias de las balas durante la guerra.
El equipo de ENIAC es también el tema del cortometraje documental de 2013 The Computers. Este documental, creado por Kathy Kleiman y el Proyecto de Programadoras de ENIAC, combina imágenes reales del equipo de ENIAC de los años 40 con entrevistas a las mujeres del equipo, que reflexionan sobre el tiempo que trabajaron juntas en ENIAC. The Computers es la primera parte de una serie de tres documentales titulada Great Unsung Women of Computing: The Computers, The Coders, and The Future Makers.
Bartik escribió su autobiografía Pioneer Programmer: Jean Jennings Bartik and the Computer that Changed the World antes de su muerte en 2011 con la ayuda de sus antiguos colegas, el Dr. Jon T. Rickman y Kim D. Todd. La autobiografía fue publicada en 2013 por Truman State Press con críticas positivas.
Uno de los mejores consejos que Bartik recibió fue: «Nunca dejes que nadie te diga que no puedes hacer algo porque piense que no puedes. Puedes hacer cualquier cosa, conseguir cualquier cosa, si crees que puedes y te educas a ti misma para tener éxito" Animando a las niñas y mujeres a seguir sus sueños, dijo: “Si algo ha demostrado mi vida, es que las mujeres (y las niñas) nunca deben tener miedo de arriesgarse y probar cosas nuevas”.
El Museo de Informática Jean Jennings Bartik de la Northwest Missouri State University de Maryville (Misuri) está dedicado a la historia de la informática y a la carrera de Bartik.
El tema por defecto del marco de gestión de contenidos Drupal se llamó Bartik durante más de una década. Se llamó así en su honor.

## Premios y reconocimientos
Miembro del Salón Internacional de la Fama de las Mujeres en la Tecnología (1997).
Miembro del Museo de Historia de la Computación (2008).
Premio IEEE Computer Pioneer, IEEE Computer Society (2008).
Premio Korenman del Centro Multinacional para el Desarrollo de la Mujer en la Tecnología (2009).